# Mundur wojskowy
Mundur wojskowy – rodzaj munduru używanego w siłach zbrojnych danego państwa. Zazwyczaj jednolity dla całej armii, danego rodzaju sił zbrojnych lub poszczególnych rodzajów wojsk. We współczesnym znaczeniu tego słowa mundur wojskowy pojawił się na przełomie XVII i XVIII w., choć jego geneza jest znacznie starsza.
W języku polskim określenie mundur występuje od XVIII w. zapożyczone z języka francuskiego – la monture lub niemieckiego – die Montur.

## Historia
Pierwsze elementy jednolitego ubioru wojowników można zaobserwować już w armiach starożytnego Egiptu, Babilonu, Asyrii oraz Persji, a za przykład uniformizacji z tego okresu może posłużyć  ubiór perskiej Gwardii Nieśmiertelnych z czasów dynastii Achemenidów. Protoplasty munduru wojskowego można doszukiwać się także w XV-wiecznych ubiorach w barwach heraldycznych noszonych przez gwardie królewskie i książęce zachodniej Europy.. 

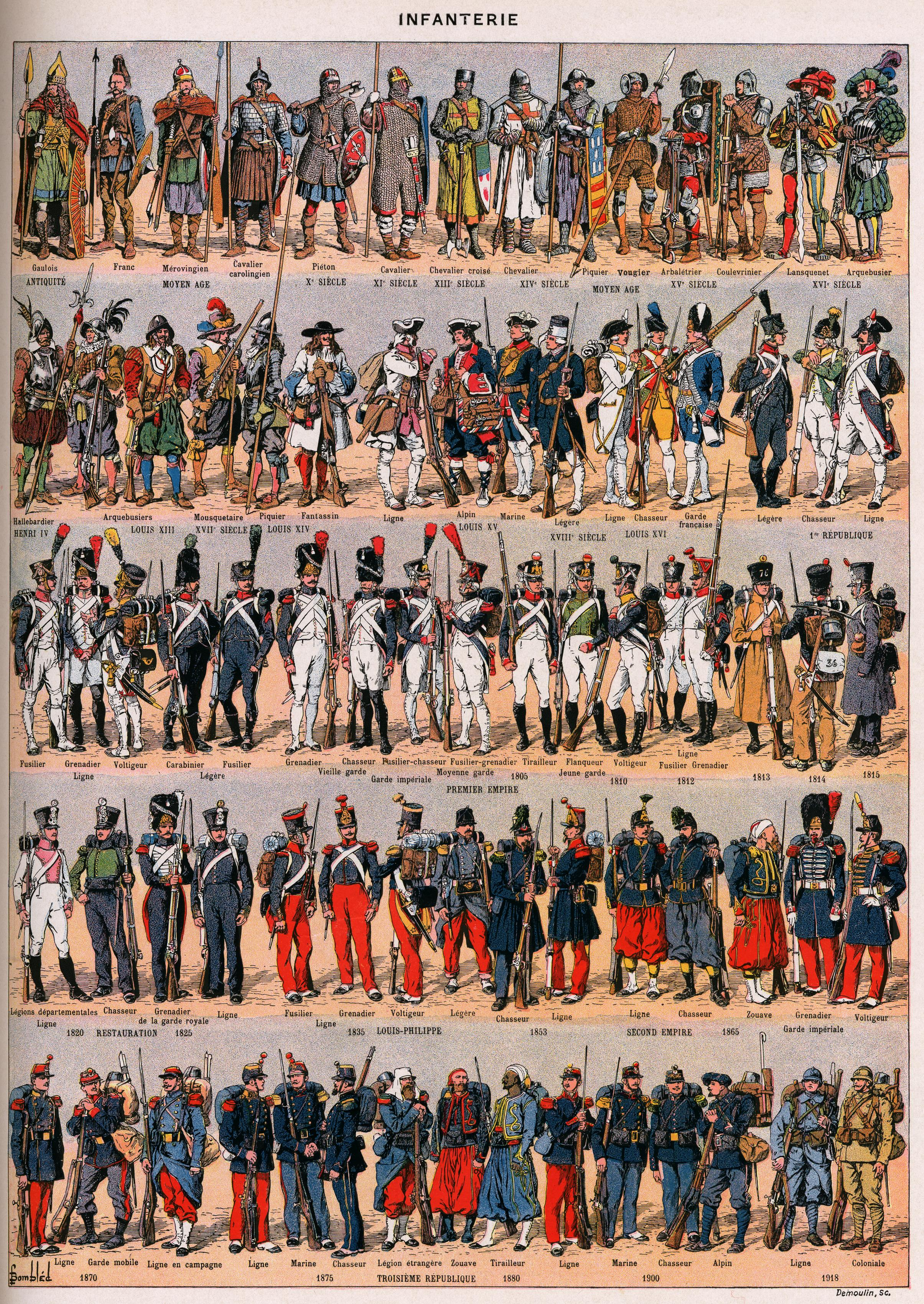
Ewolucja ubioru wojskowego na przestrzeni wieków (Francja)

Powstanie właściwego munduru wojskowego związane było z tworzeniem armii stałej w miejsce wojsk formowanych doraźnie na potrzeby danej kampanii. Początkowo mundury były cywilnymi ubraniami dostosowywanymi na potrzeby armii, jednak wyróżniającymi się ściśle określoną kolorystyką i jednolitym krojem. Jednym z pierwszych przykładów jednolitego umundurowania było wprowadzenie określonej barwy munduru polskiej piechoty wybranieckiej pod koniec XVI w. Natomiast w XVII w. Oliver Cromwell w trakcie angielskiej wojny domowej wprowadził dla swoich oddziałów jednolite czerwone kurtki  z barwnymi wyłogami dla konkretnych regimentów. W tym samym wieku w królestwie francuskim markiz  de Louvois piastujący urząd ministra wojny, przeprowadził zakrojoną na szeroką skalę reformę armii wprowadzając między innymi oficjalne mundury – odmienne dla poszczególnych rodzajów wojsk (tj. piechoty francuskiej, cudzoziemskiej oraz kawalerii). Mundur taki składał się z długiego surduta z dużymi mankietami, spodni zapinanych pod kolanami, pończoch, trzewików, a za nakrycie głowy służył kapelusz filcowy z podwiniętym rondem.
Z czasem mundur wojskowy zaczął coraz bardziej odbiegać od ubioru cywilnego. W XVIII w. popularne stało się odwijanie pół surduta na boki aby pod koniec wieku zastąpić go ostatecznie kurtkami o kroju fraka. Ewolucji uległy również nakrycia głowy. Filcowe kapelusze zastępowano początkowo trikornami i bikornami aż do wykształcenia się wysokich czapek grenadierskich i bermyc. Koniec XVIII i początek XIX w. przyniósł z kolei wysokie czaka, które zyskały na szerokiej popularności niemal we wszystkich armiach.
Od lat 30 XIX w. mundury zaczęto dostosowywać do poprawienia komfortu użytkowania. Kurtki uległy uproszczeniu, natomiast czaka pomniejszeniu. W tym okresie największy wpływ na modę odnośnie umundurowania miały Prusy i Francja. W 1843 r. armia pruska wprowadziła na wyposażenie charakterystyczne pickelhauby, które przyjęły się również między innymi w Rosji, Portugalii, Szwecji i Norwegii. Z kolei wprowadzone w połowie XIX w. francuskie kepi zyskały jeszcze większą popularność rozpowszechniając się w wielu armiach na świecie.

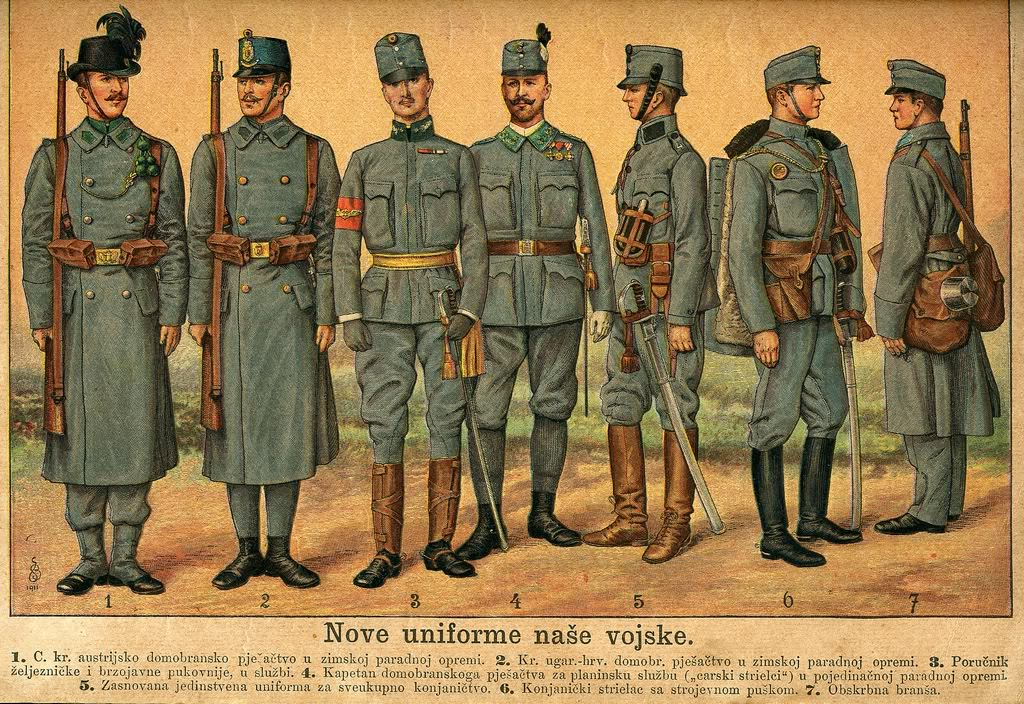
Umundurowanie armii austro-węgierskiej w kolorystyce maskującej (1912 r.)

Pod koniec XIX w. wraz z dynamicznym rozwojem broni palnej i zmianą taktyki walki, coraz wyraźniej zaczęła kształtować się potrzeba zastąpienia dotychczasowych kolorowych mundurów na wersje w barwach maskujących. Jako pierwsi na ten problem zareagowali Amerykanie wprowadzając w trakcie wojny amerykańso-hiszpańskiej (1898) umundurowanie w kolorze khaki. Niedługo potem w ich ślady poszli Brytyjczycy, wprowadzając analogiczną kolorystykę w 1903 r. po doświadczeniach wojny burskiej. Od tej pory umundurowanie w barwach maskujących zaczęto wprowadzać już powszechnie. W 1906 r. mundury tego typu wprowadzono w Szwecji, w 1909 r. w Turcji, w 1910 r. w Niemczech, a w 1912 r. w Austro-Węgrzech. Spośród mocarstw europejskich jedynie armia francuska nie zdecydowała się na zmianę kolorystyki przystępując do I wojny światowej z mundurami tradycyjnymi (granatowe kurtki oraz czerwone spodnie), co przełożyło się na zwiększenie strat wśród żołnierzy noszących jaskrawą, łatwą do zauważenia odzież. Jednak już w 1915 r. po negatywnych doświadczeniach początku wojny tam również wprowadzono nowoczesny typ umundurowania. I wojna światowa doprowadziła również do masowego zastąpienia płóciennych czapek w umundurowaniu polowym – stalowymi hełmami zapewniającymi ochronę przed odłamkami. Nowoczesne hełmy wojskowe wprowadzono najpierw w państwach Ententy (Adrian Mle 1915 oraz Brodie Mk I) a następnie wśród żołnierzy państw centralnych (Stahlhelm).

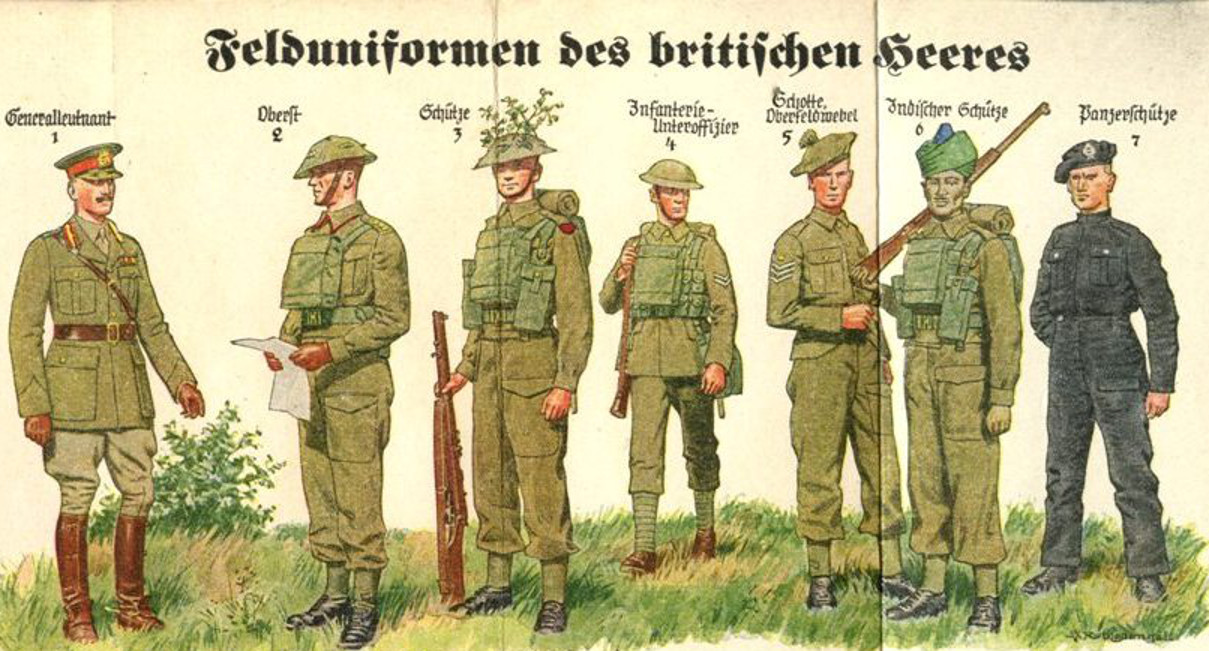
Brytyjskie mundury polowe z okresu II wojny światowej

Wprowadzenie mundurów w barwach ochronnych spowodowało wytworzenie się podziału w umundurowaniu wojskowym. Mundury polowe (przeznaczone do ćwiczeń i walki) nastawione były przede wszystkim na wygodę, ergonomię i zapewnienie względnego maskowania. Natomiast mundury wyjściowe i galowe (przeznaczone do pełnienia służby garnizonowej i oficjalnych wystąpień) zachowały wiele tradycyjnych ozdobnych elementów mając na celu podkreślenie prezencji użytkownika. W przypadku nakryć głowy, umundurowanie polowe zdominowały hełmy oraz ewentualnie lekkie czapki z daszkiem, berety lub furażerki. W umundurowaniu oficjalnym powszechne stały się natomiast czapki garnizonowe – zazwyczaj sztywne i z okrągłym denkiem.

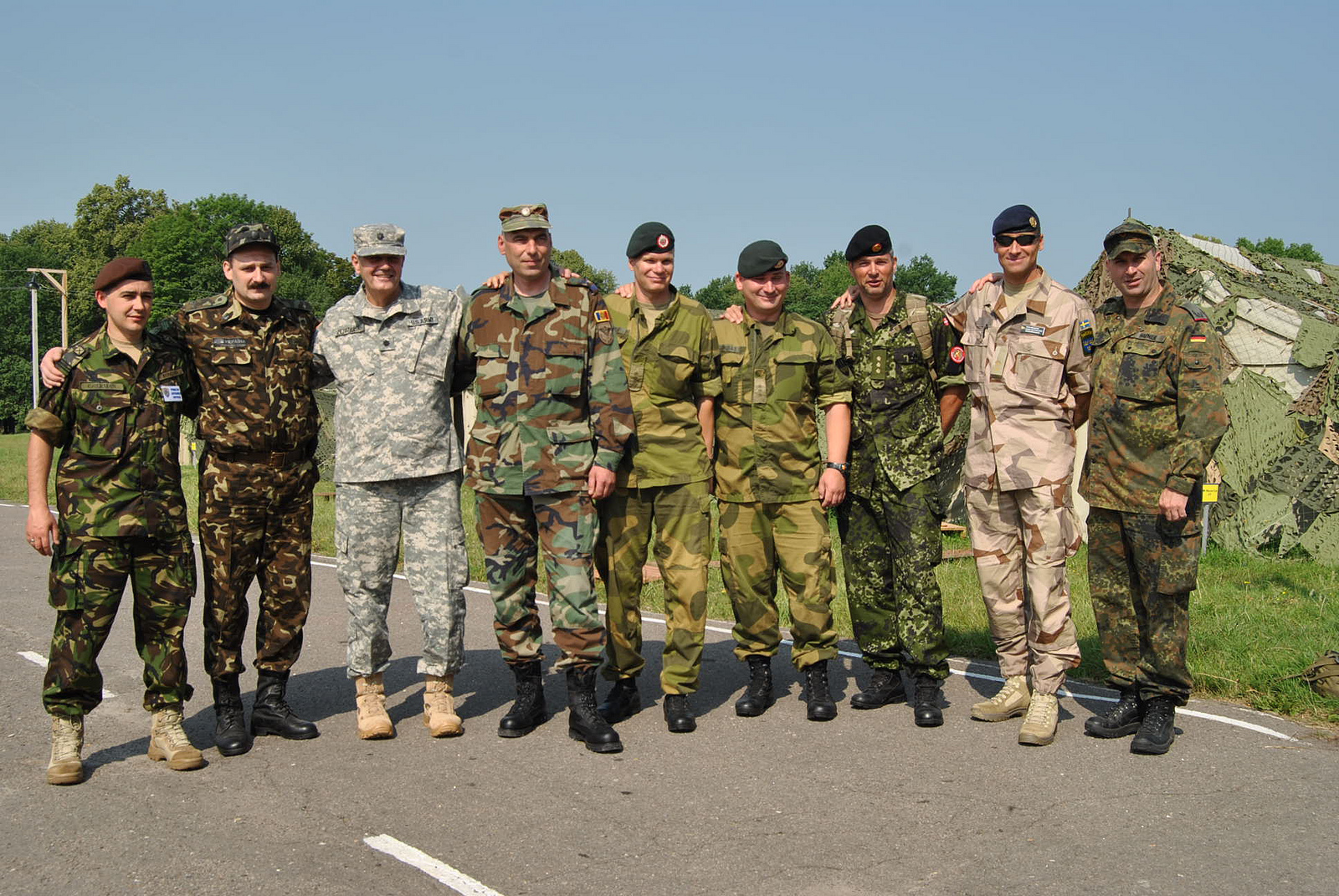
Współczesni żołnierze różnych narodowości w umundurowaniu polowym

W trakcie II wojny światowej wszystkie strony konfliktu w warunkach polowych korzystały już z nowoczesnego umundurowania polowego w barwach ochronnych oraz stalowych hełmów. Położono również większy nacisk na kolorystykę odpowiednią dla konkretnych pór roku i warunków terenowych na których toczyły się walki. Przykładowo na potrzeby walk zimowych wprowadzano mundury w barwie białej, maskującej sylwetkę żołnierza na tle śniegu. Pojawiły się także pierwsze mundury z „plamiastym” wzorem kamuflażu zapewniającym znacznie lepsze właściwości maskujące względem jednolitej barwy.
Współcześnie umundurowanie garnizonowe zachowało swoją tradycyjną formę nie podlegając większym zmianom. Umundurowanie polowe jest natomiast systematycznie doskonalone w celu zwiększenia wygody i ergonomii, a także pod kątem adaptowania coraz skuteczniejszych plamiastych wzorów kamuflażowych.

## Rodzaje

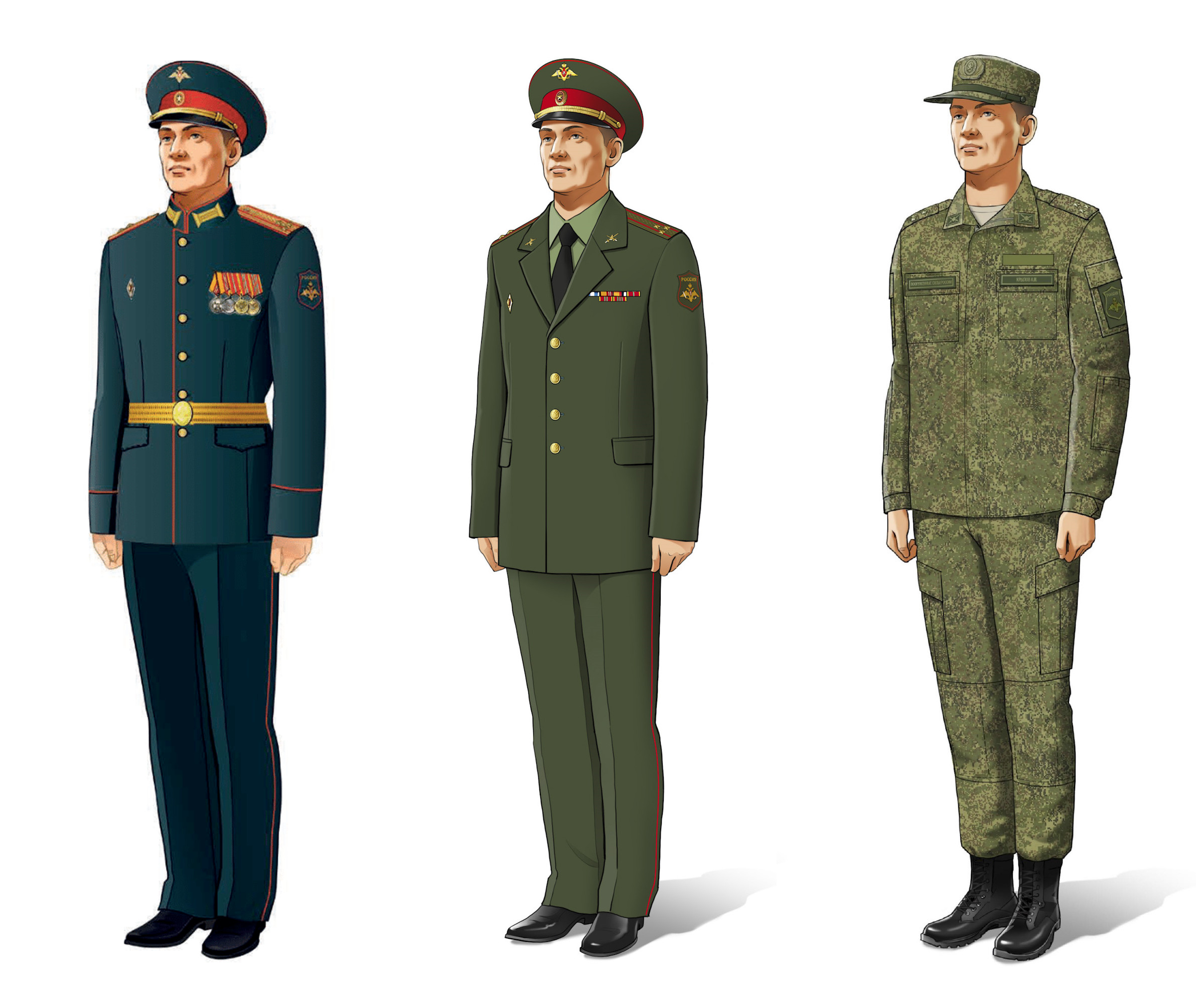
Współczesne mundury wojskowe na przykładzie armii rosyjskiej, od lewej: galowy, wyjściowy, polowy

Współcześnie mundury dzielą się na: 
- wieczorowe
- galowe
- wyjściowe
- polowe

Konstrukcja mundurów polowych ze względu na warunki użytkowania (ćwiczenia wojskowe lub walka) nastawiona jest przede wszystkim na wygodę użytkowania, ergonomię oraz zapewnienie walorów maskujących. Są też zazwyczaj w znacznym stopniu zunifikowane bez względu na stopień wojskowy czy rodzaj wojsk. Wiele armii posiada również specjalne polowe mundury pustynne o odmiennym wzorze kamuflażu dedykowanym dla działań na terenach pustynnych.
Mundury wyjściowe, galowe i wieczorowe zachowały natomiast wiele tradycyjnych elementów historycznych z nastawieniem na odpowiednią prezencję noszącego. Zazwyczaj posiadają też odmienną kolorystykę dla poszczególnych rodzajów sił zbrojnych.

## W Polsce

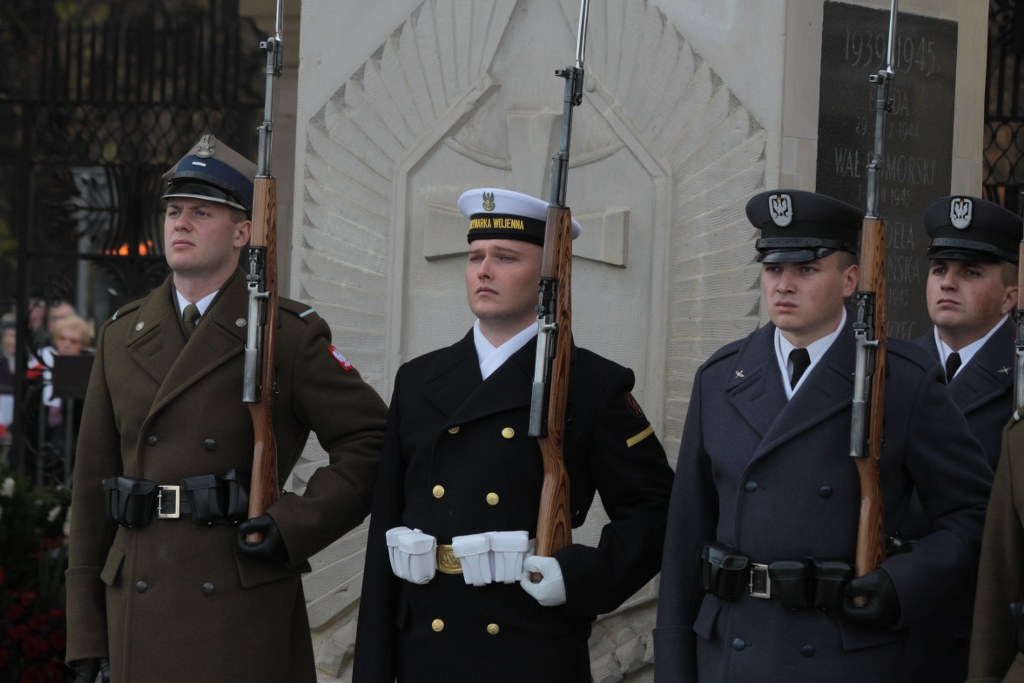
Polscy żołnierze w mundurach służbowych wojsk lądowych, marynarki wojennej oraz wojsk lotniczych

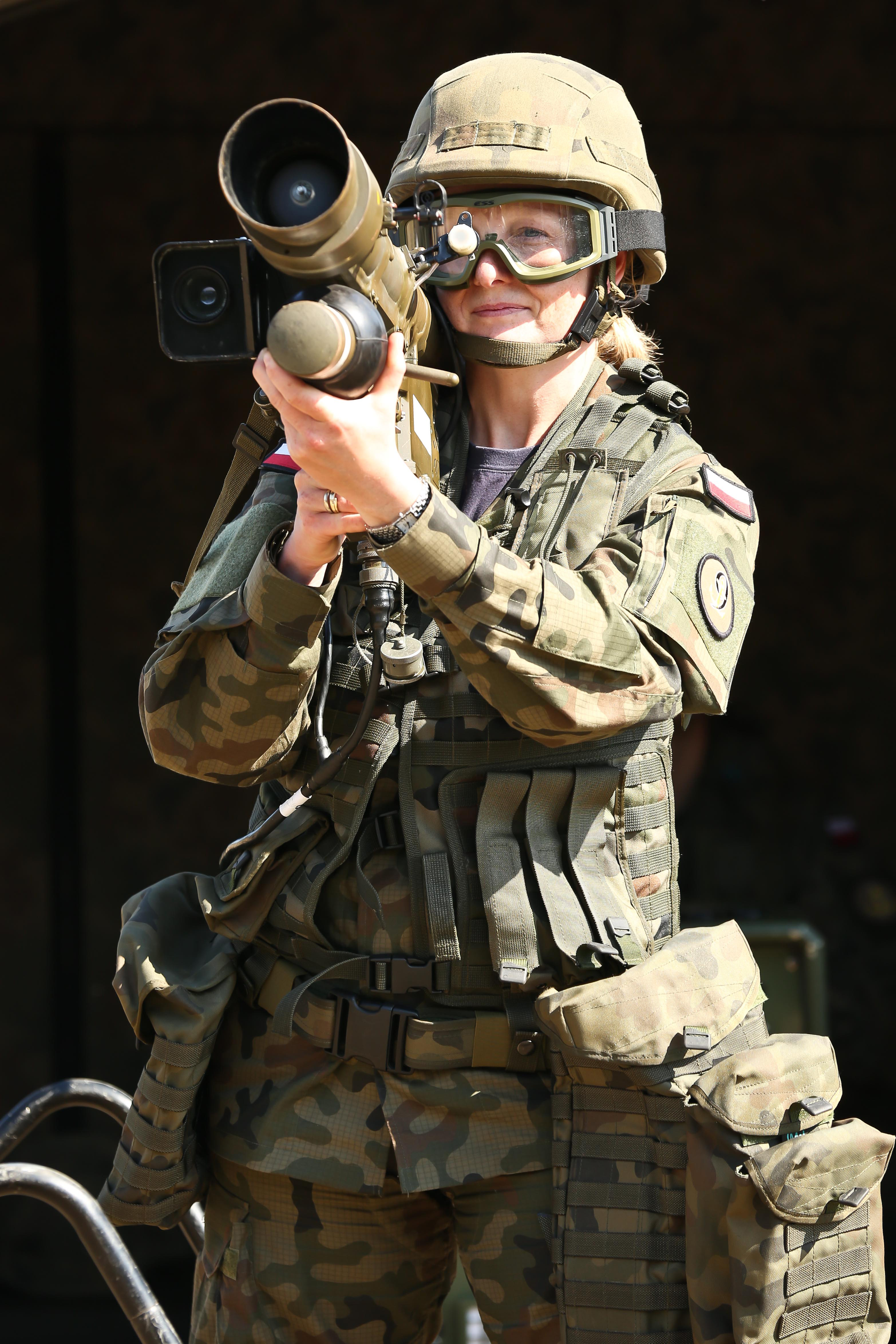
Żołnierz Wojska Polskiego w mundurze polowym wz. 2010

Obecnie w Siłach Zbrojnych Rzeczypospolitej Polskiej występuje kilka rodzajów umundurowania, które w zależności od przeznaczenia dzieli się na:
- mundur wieczorowy – noszony tylko przez oficerów zgodnie ze zwyczajem przyjętym w środowisku cywilnym
- mundury zasadnicze:
  - mundur galowy – noszony przez żołnierzy zawodowych w czasie uroczystości związanych z uczczeniem świąt państwowych i wojskowych z udziałem Prezydenta Rzeczypospolitej Polskiej, Marszałka Sejmu RP, Marszałka Senatu RP, Prezesa Rady Ministrów i Ministra Obrony Narodowej. Żołnierze występują w nim również podczas uroczystych spotkań służbowych, świąt rodzajów sił zbrojnych i jednostek wojskowych, mianowań na kolejne stopnie wojskowe oraz wyróżnień żołnierzy orderami i odznaczeniami
  - mundur wyjściowy – noszony powszechnie jako podstawowa forma umundurowania żołnierzy zawodowych i słuchaczy szkół wojskowych w toku wykonywania codziennych obowiązków służbowych
  - mundur służbowy – noszony przez generałów oraz żołnierzy pododdziałów reprezentacyjnych w trakcie pełnienia służby i wystąpień w szyku zwartym podczas uroczystości państwowych
  - mundur polowy (ćwiczebny) – noszony przez żołnierzy w trakcie wykonywania zadań służbowych w ramach szkolenia bojowego oraz pełnienia służby wartowniczej (wewnętrznej i garnizonowej)
  - mundur roboczy – noszony w czasie obsługi uzbrojenia, sprzętu technicznego oraz wykonywania prac gospodarczych
  - mundur specjalne – noszony w trakcie pracy przy sprzęcie wymagającym wyposażenia ochronnego

Mundury galowe, wyjściowe i służbowe występują w barwach odpowiednich dla danego rodzaju sił zbrojnych:
- Wojska Lądowe – kolor zielony/khaki
- Siły Powietrzne – kolor stalowy
- Marynarka Wojenna – kolor granatowy

Natomiast ogólnowojskowe mundury polowe wykorzystują plamiasty wzór kamuflażowy wz. 93 „Pantera”.